# Lelior
Lelior is een historisch Frans motorfietsmerk (1922-1924) dat 247 cc tweetakten bouwde die veel op de Evans-modellen leken. Daarnaast bouwde Lelior ook 174 cc tweecilinder tweetakt-boxers.